# Висока Сијера
Висока Сијера (енгл. High Sierra) је амерички филм из 1941. режисера Раула Волша у коме главне улоге играју: Ајда Лупино и Хамфри Богарт.

## Радња
Гангстер Велики Мак планира пљачку казина у калифорнијском одмаралишту, а операцију би требало да водити искусни криминалац Рој Ерл кад изађе из затвора на Истоку. Рој се вози преко земље у камп у планинама како би се састао с двојицом мушкараца који ће му помоћи у пљачки. Један од њих двојице са собом је повео одбеглу младу жену, Мари. Рој жели послати Мари назад у Лос Анђелес, али након свађе она га наговара да је пусти да остане.
Мари се почне заљубљивати у Роја док он планира и проводи пљачку, али он не узвраћа љубав. У вожњи према планинама, Рој упознаје породицу Велме, девојке с деформисаном ногом која због тога шепа. Након пљачке, Рој плаћа операцију која ће омогућити Велми да нормално прохода. Док се опоравља, Рој запроси Велму, али она одбија, објаснивши му како је већ заручена за човека из родног града. Након што стиже њен заручник, он и Велма почињу пити неколико дана у кући њезиних родитеља, што се гади и фрустрира Роја. Враћа се ка Мари и они постају љубавници.
Нажалост, полиција је пратила Роја још од пљачке, а док су он и Мари напуштали град, почиње потера за њим. Двоје се раздвајају како би дали Мари времена да побегне. Роја прогоне све док се он не попне на један од брежуљака сијере, где остаје преко ноћи. Убрзо након зоре, екипа локалних полицајаца послата је да нападну Роја с леђа. Док Рој размјењује хице с полицијом, један човек из потере га упуца.

## Улоге
| Глумац          | Улога       |
| --------------- | ----------- |
| Ајда Лупино     | Мари Гарсон |
| Хамфри Богарт   | Рој Ерл     |
| Алан Кертис     | Бејб        |
| Артур Кенеди    | Ред Хатери  |
| Доналд Макбрајд | Велики Мак  |
| Корнел Вајлд    | Луи Мендоза |
| Џоун Лесли      | Велма       |